# Marc Dejean
Marc Dejean, né en 1964, est un journaliste français.
Titulaire d'une licence de droit à la faculté de Montpellier, Marc Dejean a débuté à L'Yonne républicaine, puis il a occupé divers postes d’encadrement à La Dépêche du Midi. Il a ensuite rejoint La Nouvelle République du Centre Ouest dont il fut directeur départemental pour la Vienne durant deux ans. Il a ensuite rejoint Le Maine libre en janvier 2008. 
Depuis octobre 2015, il est directeur des rédactions du groupe des Journaux de Loire, filiale du Groupe SIPA - Ouest-France composée des quotidiens Le Maine libre, Le Courrier de l'Ouest et Presse-Océan.